# Serra Yılmaz
Serra Yılmaz (Estambul, 13 de septiembre de 1954) es una actriz y directora de cine turca. Ha aparecido en más de cincuenta películas desde 1983. En una gran cantidad de películas ha colaborado con el actor Ferzan Özpetek.
Interpreta el papel principal en la obra de teatro La Bastarda Di Istanbul, adaptada de la novela de 2006 de Elif Şafak The Bastard of Istanbul y presentada en marzo de 2015 por el Teatro di Rifredi en Florencia, Italia.
En una entrevista, Yılmaz afirmó su ateísmo. En 1991 se le diagnosticó cáncer de seno y tuvo que recibir tratamiento. Debutó como directora de cine en 2018 con la película Cebimdeki Yabanci.

## Filmografía

### Actriz
| - 2018 - La prima pietra - 2017 - Istanbul Kirmizisi - 2016 - Tommaso - 2015 - Toz Bezi - 2015 - Mu Tiya Mu the Mysterious Melody - 2015 - Golpe de calor - 2014 - Eyyvah Eyvah 3 - 2012 - Le mille e una notte: Aladino e Sherazade (TV) - 2011 - Pipì Room (Telefilme) - 2011 - Nar - 2011 - Bolis (Corto) - 2011 - Beur sur la ville - 2011 - Kaybedenler Kulübü - 2010 - Do Not Forget Me Istanbul - 2010 - HH, Hitler à Hollywood - 2010 - Scontro di civiltà per un ascensore a Piazza Vittorio - 2010 - Ses - 2009 - Vavien - 2009 - 7 avlu - 2009 - Benim ve roz'un sonbahari - 2008 - Un giorno perfetto - 2007 - Parmakliklar Ardinda (TV) - 2007 - Songes d'une femme de ménage (corto) - 2007 - Saturno contro - 2007 - Il segreto di Rahil - 2006 - E poi c'è Filippo (TV) | - 2005 - Lista civica di provocazione - 2005 - Ricomincio da me (TV) - 2005 - Dolunay (TV) - 2005 - Carabinieri: Sotto copertura (TV) - 2004 - Vaniglia e cioccolato - 2003 - Asmali konak: Hayat - 2003 - La finestra di fronte - 2002 - Ask meydan savasi (TV) - 2002 - 9 - 2002 - Omfavn mig måne - 2002 - Yesil isik - 2001 - O da beni seviyor - 2001 - El hada ignorante, secretos de pareja - 2000 - Güle Güle - 1999 - Harem Suare - 1994 - Tersine dünya - 1993 - Ay vakti - 1993 - Mercedes mon amour - 1990 - Karilar Kogusu - 1987 - Afife Jale - 1987 - Sen de yüreginde sevgiye yer aç - 1987 - Sevgili bebeklerim - 1987 - Anayurt Oteli - 1986 - Davaci - 1986 - Kupa kizi - 1986 - Teyzem - 1984 - Bir Yudum Sevgi - 1983 - Sekerpare |

### Directora
- 2018 - Cebimdeki Yabanci

## Premios y reconocimientos
| Evento                                     | Fecha de ceremonia | Categoría               | Producción            | Resultado |
| ------------------------------------------ | ------------------ | ----------------------- | --------------------- | --------- |
| Festival Internacional de Cine de Antalya  | 1999               | Mejor actriz de reparto | Harem Suare           | Ganadora  |
| Festival Internacional de Cine de Estambul | 2002               | Mejor actriz            | 9                     | Nominada  |
| Premios David di Donatello                 | 2003               | Mejor actriz de reparto | La finestra di fronte | Ganadora  |
| Festival de Cine de Flaiano                | 2003               | Mejor actriz de reparto | La finestra di fronte | Ganadora  |
| Premios Golden Ciak                        | 2003               | Mejor actriz de reparto | La finestra di fronte | Ganadora  |